# Крістофер Мелоні

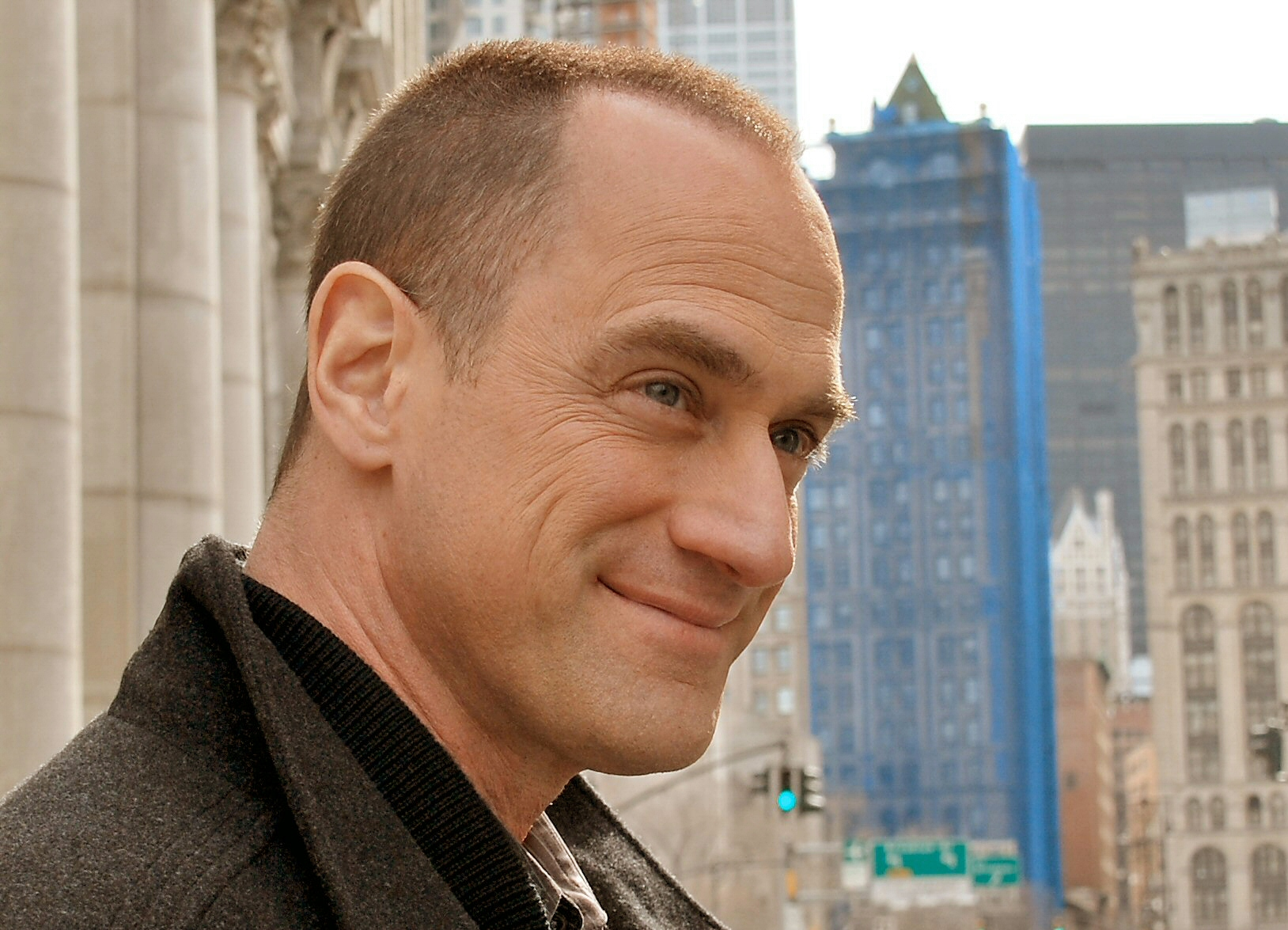
Мелоні Крістофер у 2011

Крістофер Мелоні (англ. Christopher Meloni; нар. 2 квітня 1961) — американський актор, відомий за своїми ролями детектива Еліота Стеблера в телесеріалі «Закон і порядок: Спеціальний корпус», Кріса Келлера, серіал «В'язниця Оз» та Романа, серіал «Справжня кров».

## Акторська кар'єра
Мелоні працював будівельником до того як став актором, він також працював вишибалою, барменом та інструктором. Він розпочав свою кар'єру зі зйомок у рекламі, невеликих епізодах у серіалах і маленьких ролях в кіно. Його перша помітна роль була у фільмі «Зв'язок» 1996 року. Він також зіграв роль другого плану у фільмі «Наречена-втікачка».
З 1998 по 2003 рік він знімався в серіалі «В'язниця Оз», ця робота привернула до нього увагу глядачів і продюсерів. У 1999 році він підписав контракт на зйомки в серіалі «Закон і порядок: Спеціальний корпус», який приніс йому справжню популярність. У 2006 році він був вперше номінований  на премію «Еммі» у категорії «Найкращий актор в драматичному серіалі».
Також він зіграв у таких фільмах як: «12 мавп» (1995), «Страх і ненависть у Лас-Вегасі» (1998), «Гарольд і Кумар відриваються» (2004), «Гарольд і Кумар: Втеча з Гуантанамо» (2008), «Носії» (2009) та інших.

## Особисте життя
Мелоні перебуває у шлюбі з художницею-постановником Шерман Вільямс, у них двоє дітей: дочка Софія Єва П'єтра (нар. 23 березня 2001), і син Данте Амадео (нар. 2 січня 2004 року). Зі своєю напарницею по серіалу «Закон і порядок: Спеціальний корпус», Марішкою Харгітей близькі друзі, вона є хрещеною матір'ю його дочки. 

## Фільмографія

### Фільми
| Рік  |    | Українська назва                                 | Оригінальна назва                         | Роль                                     |
| ---- | -- | ------------------------------------------------ | ----------------------------------------- | ---------------------------------------- |
| 1994 | ф  |                                                  | Clean Slate                               | тілоохоронець                            |
| 1994 | ф  | Джуніор                                          | Junior                                    | містер Ланзаротта                        |
| 1995 | ф  | 12 мавп                                          | 12 Monkeys                                | лейтенант Галперін                       |
| 1996 | ф  | Зв'язок                                          | Bound                                     | Джонні Марццоне                          |
| 1998 | ф  | Реквієм мафії                                    | Brown's Requiem                           | сержант Кавана                           |
| 1998 | ф  | Страх і огида в Лас-Вегасі                       | Fear and Loathing in Las Vegas            | портьє                                   |
| 1999 | ф  | Наречена-втікачка                                | Runaway bride                             | Боб Келлі                                |
| 2001 | ф  | Спекотне американське літо                       | Wet Hot American Summer                   | Джин Дженкінсон                          |
| 2004 | ф  | Гарольд і Кумар відриваються                     | Harold & Kumar Go to White Castle         | Ренді                                    |
| 2008 | ф  | Гарольд і Кумар: Втеча з Гуантанамо              | Harold & Kumar Escape from Guantanamo Bay | гранд-мастер                             |
| 2008 | ф  | Ночі в Роданте                                   | Nights in Rodanthe                        | Джек Вілісс                              |
| 2009 | ф  | Носії                                            | Carriers                                  | Френк                                    |
| 2010 | мф | Зелений Ліхтар: Перший політ                     | Green Lantern: First Flight               | Хел Джордан / Зелений ліхтар (озвучення) |
| 2011 | ф  |                                                  | National Lampoon's Dirty Movie            | Чарлі ЛаРю                               |
| 2013 | ф  | Людина зі сталі                                  | Man of Steel                              | полковник Гарді                          |
| 2013 | ф  | 42                                               | 42                                        | Лео Дюрошер                              |
| 2014 | ф  | Мало часу                                        | Small Time                                | Ел Клайн                                 |
| 2014 | ф  | Білий птах в заметілі                            | White Bird in a Blizzard                  | Брок Коннорс                             |
| 2014 | ф  | Місто гріхів 2: Жінка, заради якої варто вбивати | Sin City: A Dame to Kill For              | Морт                                     |
| 2015 | ф  | Щоденник дівчинки-підлітка                       | The Diary of a Teenage Girl               | Паскаль Маккоркілл                       |
| 2016 | ф  | Я — гнів                                         | I Am Wrath                                | Денніс                                   |
| 2016 | ф  | Майже друзі                                      | Almost Friends                            | Говард                                   |
| 2016 | ф  | Мародери                                         | Marauders                                 | Джонатан Монтгомері                      |
| 2017 | ф  | Безсоромна мандрівка                             | Snatched                                  | Роджер Сіммонс                           |
| 2024 | ф  | Уявні друзі                                      | IF                                        | Космо (озвучення)                        |

### Телебачення
| Рік       |    | Українська назва                          | Оригінальна назва                          | Роль                                          |
| --------- | -- | ----------------------------------------- | ------------------------------------------ | --------------------------------------------- |
| 1989—1990 | с  |                                           | 1st & Ten                                  | Віто Дель Греко / Джонні Ганн (11 серій)      |
| 1990      | тф |                                           | When Will I Be Loved?                      | Рон Вестон                                    |
| 1990—1991 | с  |                                           | The Fanelli Boys                           | Френкі Фанеллі (17 серій)                     |
| 1991—1994 | с  | Динозаври                                 | Dinosaurs                                  | Спайк (11 серій)                              |
| 1996—1997 | с  | Поліція Нью-Йорка                         | NYPD Blue                                  | Джиммі Лірі (5 серій)                         |
| 1998—2003 | с  | В'язниця Оз                               | Oz                                         | Крістофер Келлер (37 серій)                   |
| 1999—2022 | с  | Закон і порядок: Спеціальний корпус       | Law & Order: Special Victims Unit          | детектив Елліот Стейблер (281 серія)          |
| 2000      | с  | Закон і порядок                           | Law & Order                                | детектив Елліот Стейблер (2 серії)            |
| 2003      | с  | Клініка                                   | Scrubs                                     | доктор Дейв Норріс (Епізод: "My White Whale") |
| 2004      | с  | Вулиця Сезам                              | Sesame Street                              | у ролі самого себе (Епізод: "4065")           |
| 2005      | с  | Закон і порядок: Суд присяжних            | Law & Order: Trial by Jury                 | детектив Елліот Стейблер (Епізод: "Day")      |
| 2012      | с  | Справжня кров                             | True Blood                                 | Роман Зиможич (5 серій)                       |
| 2015      | с  |                                           | Wet Hot American Summer: First Day of Camp | Джин Дженкінсон (6 серій)                     |
| 2015      | с  | П'яна історія                             | Drunk History                              | Отніел Чарльз Марш (Епізод: "New Jersey")     |
| 2016—2017 | с  |                                           | Underground                                | Август Пулман (15 серій)                      |
| 2017      | с  |                                           | Wet Hot American Summer: Ten Years Later   | Джин Дженкінсон (4 серії)                     |
| 2017—2019 | с  | Геппі!                                    | Happy!                                     | Нік Сакс (18 серій)                           |
| 2018      | с  | Поза                                      | Pose                                       | Дік Форд (2 серії)                            |
| 2019      | с  | Оповідь служниці                          | The Handmaid’s Tale                        | командир Вінслоу (4 серії)                    |
| 2019—2022 | мс | Гарлі Квінн                               | Harley Quinn                               | Джеймс Ґордон, Дволикий (16 серій)            |
| 2020      | мс | Сім'янин                                  | Family Guy                                 | Джордж Тауншенд (Епізод: "Short Cuts")        |
| 2020      | мс | Рік та Морті                              | Rick and Morty                             | Ісус Христос (Епізод: "Never Ricking Morty")  |
| 2020      | с  | Сутінкова зона                            | The Twilight Zone                          | Роберт (Епізод: "A Human Face")               |
| 2021—2024 | с  | Закон і порядок: Організована злочинність | Law & Order: Organized Crime               | детектив Елліот Стейблер (65 серій)           |

### Відеоігри
| Рік  |    | Українська назва            | Оригінальна назва           | Роль                 |
| ---- | -- | --------------------------- | --------------------------- | -------------------- |
| 2015 | вг | Call of Duty: Black Ops III | Call of Duty: Black Ops III | командир Джон Тейлор |